# Columbia Mare
Gran Colombia (pronunție în spaniolă [ˈɡɾaŋ koˈlombja], Columbia Mare) este un nume folosit azi pentru statul care a cuprins o mare parte din nordul Americii de Sud și partea de sud a Americii Centrale între anii 1819-1831. Această republică a inclus teritoriile de astăzi a statelor Columbia, Venezuela, Ecuador, Panama, Peru și Brazilia de nord nord-vest. Primele trei au fost statele succesoare ale Columbiei Mari la destrămarea acesteia. Panama s-a desprins de Columbia în 1903, deoarece pe teritoriul Columbiei Mari corespundea mai mult sau mai puțin teritoriilor care erau în competența inițială a Viceregatul fostei Noi Granada, ea de asemenea pretindea la Costa Rica și Nicaragua, Coasta Mosquito, și la Guayana Esequiba care era în componența Guyanei.
| Columbia | Ecuador | Venezuela |  |
| Columbia | Ecuador | Venezuela |  |